# Albert Schmidt (Politiker, 1850)
Albert Bernhardt Schmidt (* 12. Dezember 1850 in Möhringen; † 11. Juli 1919 in Gotha) war ein deutscher Jurist und Politiker. Er war ab 1888 Landrat im Landratsamt Ohrdruf und von 1894 bis 1912 Landrat des Landkreises Coburg.

## Leben
Schmidt wurde als Sohn eines Gutsbesitzers geboren und besuchte von 1872 bis 1874 das Gymnasium in Stettin. Im Anschluss studierte er Rechtswissenschaften an den Universitäten in Jena, Greifswald (1874–1875) und Berlin (1875–1876). Während seines Studiums wurde er 1872 Mitglied der Burschenschaft Teutonia Jena. In Jena diente er 1872–1873 als Einjährig-Freiwilliger. Nach seinem Ersten Examen 1876 war er Referendar in Colmar und im Justizdienst des Herzogtums Sachsen-Coburg und Gotha, bevor er 1878 sein Zweites Staatsexamen in Eisenach ablegte. Nach der Assessor-Zeit 1878 in Rodach und 1884 in Gotha und Coburg wurde er 1888 Landrat im Landratsamt Ohrdruf und 1894–1912 im Landkreis Coburg. 1900 gab er den Anstoß zur Gründung der Schwesternschaft Coburg. 1912 wurde er zum Geheimen Regierungsrat und  Vortragenden Rat im Herzoglichen Staatsministerium in Gotha ernannt.
Der spätere Gothaer Bürgermeister Fritz Schmidt ist sein Sohn.